# Antaloc
Il fiume Antaloc è un affluente del fiume Trotuș in Romania.